# Conseil en propriété industrielle
 (décembre 2011).
Pour les articles homonymes, voir CPI.
En France, la profession de Conseil en propriété industrielle (CPI) est une profession règlementée par le livre IV du Code de la propriété intellectuelle, qui possède la capacité de représenter ses clients auprès de l'INPI en vue du dépôt et du suivi des droits de propriété industrielle et droits annexes, ainsi que la capacité de produire des consultations juridiques et des actes sous sein privé dans ce domaine.
Les droits de propriété industrielle principaux sont les brevets d'invention et les marques de produits ou de services.

## Description du métier
Le conseil en propriété industrielle a pour mission d'offrir ses services au public pour conseiller, assister ou représenter les tiers en vue de l'obtention, du maintien, de l'exploitation ou de la défense des droits de propriété industrielle, droits annexes et droits portant sur toutes questions connexes y compris en ce qui concerne les consultations juridiques et la rédaction de contrats.
Les conseils en propriété industrielle se répartissent en deux profils, bien qu'un nombre non négligeable possèdent la double compétence, entre d'une part les conseils de formation scientifique (ingénieurs, docteurs...) traitant principalement des brevets d'invention, et d'autre part les juristes, traitant principalement des marques, dessins et modèles, noms de domaines... La formation au CÉIPI (Centre d'Études Internationales de la Propriété Intellectuelle) est d'ailleurs distincte et indépendante pour ces deux grands domaines.
Le conseil en propriété industrielle intervient en matière de brevets d'invention, marques de fabrique et de services, dessins et modèles, protection de logiciel ou de bases de données, défense des droits d'auteur, protection du savoir-faire et transfert de technologie, pour la négociation et l'élaboration de contrats dans le domaine de la propriété intellectuelle (franchise, licence, cession...), ainsi que pour l'évaluation des droits de propriété industrielle.
La loi française requiert que les Conseils en propriété industrielle français possèdent les qualifications universitaires suivantes :
- Un diplôme d'ingénieur ou une maîtrise
- Un diplôme spécialisé en droit de la propriété intellectuelle (CEIPI) ou un diplôme national équivalent
- Un examen professionnel (dit EQF - Examen de Qualification Français) établi par l'Institut national de la propriété industrielle (INPI), accessible après une expérience professionnelle de 3 ans dans le domaine sous la responsabilité d'une personne inscrite sur la liste des personnes qualifiées en matière de propriété industrielle, liste tenue par l'INPI.

Les Conseils en Propriété Industrielle sont tous membres de la Compagnie nationale des Conseils en Propriété industrielle (CNCPI).
La CNCPI est une personne morale instituée par la loi pour représenter les Conseils en propriété industrielle français auprès des instances gouvernementales, défendre leurs intérêts professionnels, s'assurer du respect des règles de déontologie professionnelle et faire connaître la profession.
La CNCPI s'assure des compétences professionnelles, de l'indépendance et l'éthique des Conseils en propriété industrielle.
Des tentatives de rapprochement de la profession de Conseil en Propriété Industrielle avec la profession d'avocat ont eu lieu et notamment une proposition de loi organisant l'unification des deux professions a été discutée au Sénat le 11 février 2009. Selon cette proposition de loi, les CPI seraient devenus avocats titulaires de la mention de spécialiste en propriété intellectuelle,. Ce projet de fusion est abandonné depuis décembre 2009.

## Condition d'exercice de la profession
En France, la profession de Conseil en propriété industrielle est une profession réglementée qui est obligatoire pour la représentation des tiers en matière de brevets, marques, dessins et modèles auprès de l'INPI. La représentation devant l'INPI peut néanmoins être réalisée par d'autres voies prévues par la loi, notamment un avocat ou une société contractuellement liée au demandeur (article L422-4 du Code de la Propriété Intellectuelle).
L'inscription sur la liste des CPI est conditionnée par la réussite à un examen organisé par l'INPI. Pour pouvoir s'inscrire à cet examen, le diplôme du CEIPI ou un master II "droit de la PI" reconnu est obligatoire ainsi que trois années d'exercice professionnel au sein d'un cabinet en PI ou d'un service PI de l'industrie. Le CEIPI, situé à Strasbourg, est un des organismes habilités à délivrer un diplôme permettant de s'inscrire à l'examen de CPI de l'INPI (avec, par exemple, les masters en PI de Paris II ou Paris 13). Il faut auparavant avoir un diplôme d'ingénieur ou Bac + 4 scientifique ou juridique pour pouvoir suivre la scolarité du CEIPI.
Les Conseils en Propriété Industrielle respectent des règles de déontologie strictes (Article L422-10 et L423-2-g du Code de la Propriété Intellectuelle) :
- ils sont responsables vis-à-vis de leurs clients,
- ils observent le secret professionnel (article L422-11 du Code de la Propriété Intellectuelle),
- ils s’interdisent les conflits d’intérêt

L’article L422-8 du Code de la propriété intellectuelle impose à chaque Conseil en Propriété Industrielle de souscrire une assurance civile professionnelle. Cette assurance est destinée à garantir vis-à-vis de ses clients les négligences et fautes qu’un conseil pourrait commettre dans le cadre de ses fonctions. De plus, les Conseils en Propriété Industrielle, doivent, pour avoir l'autorisation d'exercer, disposer d'une garantie financière spécialement affectée au remboursement des fonds, effets ou valeurs reçus (article L422-8 du code de la propriété intellectuelle). La justification, tant de l'assurance civile professionnelle que de la garantie financière doit être apportée tous les ans.
Les CPI exercent leur profession à titre individuel, en groupe, ou en tant que salarié d'un autre CPI (Article L422-6 du Code de la Propriété Intellectuelle). Ainsi les grands cabinets comptent dans leurs effectifs des CPI associés et des CPI salariés.

## Les prestations fournies par les conseils en propriété industrielle
Les Conseils en Propriété Industrielle fournissent essentiellement des prestations relatives à la préparation du dépôt, au dépôt et au suivi des procédures relatives aux titres de propriété industrielle (brevets, marques, dessins et modèles). Leur revenus prennent la forme d'honoraires.
Les Conseils en Propriété Industrielle peuvent également fournir des prestations dans des domaines connexes (article L422-1 du Code de la Propriété Intellectuelle) à savoir des consultations juridiques ou la rédaction d'actes sous seing privé. Il peut s'agir, à titre d'exemple non limitatif, de la rédaction de contrats de cession ou de licence de titres de propriété industrielle, lesquels contrats peuvent contenir, à titre connexe, par exemple, des clauses relatives à la propriété intellectuelle (droit d'auteur) ou de commerce (distribution).
Les CPI interviennent également pour la défense des droits de propriété industrielle, notamment au cours des actions en contrefaçon en support technique à l'avocat, tant sur le domaine technique que sur les points de droit spécifiques à la propriété industrielle.
Finalement les CPI représentent également des demandeurs étrangers qui doivent se faire représenter devant l'INPI pour obtenir leur titre de propriété industrielle en France, et peuvent également fournir des prestations de traduction à ces demandeurs étrangers.